# Абдыев, Реджепмырат
Реджепмырат Абдыев (туркм. Rejepmyrat Abdyýew; род. 18 июля 1947, с. Говешут, Ашхабадская область, Туркменская ССР, СССР) — советский туркменский артист балета, балетмейстер-репетитор Мариинского театра. Заслуженный артист Туркменской ССР (1976).

## Биография
Первый раз покинул Ашхабад в 1957 году, в десятилетнем возрасте, когда его в числе нескольких воспитанников Республиканской музыкальной школы отобрали для учёбы в Ташкентском хореографическом училище.
После окончания училища, c 1966 года работал солистом в Ашхабадском театре оперы и балета имени Махтумкули, где исполнял такие партии, как принц Зигфрид в «Лебедином озере» и Альберт в «Жизели». Затем отправился в Ленинград, где учился в классе усовершенствования А.И.Пушкина в ЛАХУ имени А.Я.Вагановой и затем был принят в балетную труппу Малого театра оперы и балета, исполнял там ведущие партии.
В 1971 году был приглашён в труппу театра оперы и балета им. Кирова, был её солистом в течение 16 лет.
После окончания артистической карьеры занялся педагогической деятельностью. В 1987 году окончил балетмейстерское отделение Ленинградской Государственной консерватории имени Н.А.Римского - Корсакова.
В 1987-1990 годах был главным балетмейстером Туркменского театра оперы и балета имени Махтумкули, где осуществил постановки балетов «Бахчисарайский фонтан», «Баядерка» и ряда спектаклей на музыку туркменских композиторов. В 1990-1991 преподавал классический и дуэтно-классический танец в Ленинградском хореографическом училище им. А.Я. Вагановой.
С 1997 года балетмейстер-репетитор Мариинского театра.
30 января 2013 года на сцене театра состоялся концерт, посвящённый его 65-летию.